# ريو بوم
ريو بوم بلدية في ولاية بارانا في المنطقة الجنوبية من البرازيل.